# Renáta Katona
Renáta Katona (ur. 17 listopada 1994 w Budapeszcie) – węgierska szablistka, złota medalistka mistrzostw świata.
Podczas mistrzostw świata w Kairze w 2022 roku Węgierki w składzie: Sugár Katinka Battai, Renáta Katona, Liza Pusztai i Luca Szűcs zdobyły złoty medal w zawodach drużynowych. W tej samej konkurencji była też piąta na mistrzostwach świata w Budapeszcie w 2019 roku.
Wystartowała na igrzyskach olimpijskich w Tokio, gdzie w rywalizacji drużynowej była ósma. W zawodach indywidualnych zajęła 32. miejsce. 
Na mistrzostwach Europy w Düsseldorfie (2019) zdobyła srebro drużynowo.
Ponadto zdobyła drużynowo brązowy medal na igrzyskach europejskich w Krakowie (2023).